# Causa MOL
Als Causa MOL wurde in den Zeitungen und in der EU-Kommission der Problemfall des ungarischen Energiekonzerns MOL bezeichnet, der entgegengesetzt den EU-Richtlinien die Verhandlungen mit seinem österreichischen Minderheitsaktionär OMV zur Übernahme eines größeren Aktienanteils blockierte.
Die englische Financial Times widmete dem Fall, der von ungarischen Politikern als Schutz magyarischer Autarkiewünsche betrachtet wird, am 25. September 2007 die gesamte Titelseite und sieht die Causa als gravierenden Verstoß gegen den freien Wirtschafts- und Kapitalverkehr innerhalb der Europäischen Union.
Auch wenn in der EU-Kommission gewisses Verständnis für die Übernahmeängste eines relativ kleinen Landes bestand, mussten die für die Wirtschaft zuständigen Kommissare dennoch Ungarn eindringlich ermahnen, die Blockadepolitik aufzugeben. Weil die ungarische Regierung die 2006 begonnenen Verhandlungen aus Gründen des Nationalrechts stocken ließ, bot die OMV 2007 den Aktionären direkt eine Übernahme zu einem Aktienpreis von 32.000 Forint an. Insgesamt würde die angestrebte Aktienmehrheit die OMV rund 10 Milliarden Euro kosten, was vom führenden englischen Wirtschaftsblatt als angemessener Preis angesehen wird.
Die EU-Kommission trat mit ihrer Demarche an Budapest den zunehmenden Versuchen einiger EU-Staaten entgegen, ihre Energiepolitik überwiegend im Sinne eines Neo-Nationalismus zu gestalten. Zu diesen Staaten gehörten bisher vor allem Spanien und Frankreich, deren Regierungen im letzten Jahr zwei große Aktientransfers von Energieunternehmen ins Ausland verhindert hatten. Spanien verhandelte nun 2007 mit einem Konsortium aus Italien, während der französische EDF-Konzern weiter bei seiner einseitigen Akquisitions-Politik blieb.
Ungarn bezeichnete den von der OMV den Aktionären gebotenen Preis als weit ungenügend, stieß sich aber vor allem an deren Direkt-Angebot an die Shareholder. Der langjährige, frühere EU-Kommissar Franz Fischler sah das Problem in einem ORF-Interview (25/26. Sept.) als typisch für die zunehmend nationalistische Wirtschaftspolitik, die eine Reaktion auf die für kleinere Staaten zunehmenden Nachteile der Globalisierung sein dürfte.
2008/09: Nachdem ein Übernahmeangebot an den ungarischen Mineralölkonzern MOL vom August 2008 von diesem abgelehnt wurde und die EU-Kommission scharfe Auflagen für eine Genehmigung machte, entschloss sich die OMV im März 2009, ihre 21,2 %-Beteiligung an MOL für 1,4 Milliarden Euro an das russische Unternehmen Surgutneftegas zu verkaufen.